# Åke Åkesson
Åke Sigvard Åkesson, född 3 maj 1910 i Lund, död 19 mars 1989 i Malmö, var en svensk målare, tecknare och grafiker.
Han var son till träskomakaren Nils Åkesson och Agda Norin. Åkesson studerade vid Skånska målarskolan i Malmö och för Jean Fautrier vid Académie de la Grande Chaumière i Paris samt under studieresor till Spanien, Nederländerna, Finland och Nordafrika. Separat ställde han ut på bland annat Smålands museum 1954 och tillsammans med Sten Faste på Kalmar konstmuseum. Han medverkade i samlingsutställningar med konstföreningen Vi. Vid sidan av sitt eget skapande var han sporadiskt verksam som lärare i färglära vid Svenska slöjdföreningens färgskola. Åkesson är representerad vid Kalmar konstmuseum  och Smålands museum. Han är begravd på Fosie kyrkogård.